# Bangba jezik
Bangba jezik (abangba; ISO 639-3: bbe), ubanški jezik podskupine mayogo-bangba, kojim govori 11,000 ljudi (1993 SIL) u provinciji Orientale u Demokratskoj Republici Kongo na teritorijima Niangara i Watsa.
Govore se dva dijalekta koji su nazvani po lokalitetima, kopa i tora. Leksička sličnost jezicima Mayogo [mdm] i mündü [muh].

## Vanjske poveznice
- Ethnologue (14th)
- Ethnologue (15th)